# 广州韩国外籍人员子女学校
广州韩国外籍人员子女学校，前称廣州韓國學校（韓語：광저우한국학교／廣州韓國學校），是2013年9月在中國廣東廣州成立的一所韩国国际学校。学校位于广州亚运城，地址为番禺区石楼镇兴海路6号，办学层次涵盖小学、初中和高中。

## 歷史
2011年，有越來越多的韩国人來到番禺做打工生意，韩国驻广州領事金鄭環（Kim Jang-hwan）向中國政府申請成立南韓人國際學校以解決在廣州做生意的南韓人子女沒有書讀的問題。中國教育部在2013年7月24日批准同意成立，学校于2013年9月正式開課。2022年，学校名称添加“外籍人员子女学校”的后缀。

## 外部連結
- 官方网站 